# ايلي سيستر
إيلي سيستر من مواليد 27 يوليو 1942 في ليل جوردان (جيرس) وتوفي في 3 يناير 2017 في بورغ ليه فالونس (دروم)، هو لاعب اتحاد الرجبي الفرنسي يلعب في الصف الثاني.